# Monja Art
Monja Elisabeth Art (* 8. Jänner 1984 in Wiener Neustadt) ist eine österreichische Filmregisseurin und Drehbuchautorin.

## Leben
Monja Art wuchs in Lanzenkirchen in Niederösterreich auf. Nach der Matura an der Höheren Lehranstalt für Tourismus Semmering studierte sie von 2003 bis 2008 Philosophie sowie Deutsche Philologie an der Universität Wien, beide Diplomstudien schloss sie als Magistra ab. Anschließend folgte ein Doktoratsstudium der Deutschen Philologie, 2011 promovierte sie zum Dr.phil. Parallel dazu studierte sie ab 2007 an der Filmakademie der Universität für Musik und darstellende Kunst Wien bei Walter Wippersberg Drehbuch und Dramaturgie, das Studium schloss sie 2011 als Bakkalaurea ab.
Ihr Kurzfilm Rot wurde 2009 unter anderem beim Cannes Short Film Corner gezeigt. Für ihren ersten langen Spielfilm Siebzehn, bei dem sie für Regie und Drehbuch verantwortlich zeichnete, wurde sie 2017 mit dem Filmfestival Max Ophüls Preis ausgezeichnet. Hauptdarstellerin Elisabeth Wabitsch erhielt den Max Ophüls Preis als beste Nachwuchsschauspielerin.
Monja Art ist Mutter einer Tochter (* 2023).

## Auszeichnungen und Nominierungen
- 2010/11: Jahresstipendium für Drehbuch der Literar-Mechana[6]
- 2013: Diagonale – Carl Mayer-Drehbuchpreis für Siebzehn[9]
- 2017: Filmfestival Max Ophüls Preis für Siebzehn[7]
- 2017: Thomas-Pluch-Drehbuchpreis – Spezialpreis der Jury für Siebzehn[10]
- 2017: DACHS-Drehbuchpreis für Siebzehn (Fünf Seen Filmfestival)[11]
- 2018: Österreichischer Filmpreis 2018 – Nominierung in der Kategorie Bester Spielfilm für Siebzehn[12]
- 2018: Romyverleihung 2018 – Nominierung in den Kategorien Beste Regie Kinofilm und Bestes Buch Kinofilm für Siebzehn[13]

## Filmografie (Auswahl)
- 2005: Anemonis (Drehbuch und Regie)
- 2006: Behind the Colours of the Night (Kurzfilm, Drehbuch und Regie)
- 2006: Welcome to My Prison (Kurzfilm, Drehbuch und Regie)
- 2009: Mohnkugeln (Dokumentarkurzfilm, Drehbuch und Regie)
- 2009: Rot (Kurzfilm, Drehbuch und Regie)
- 2012: Juli (Kurzfilm, Drehbuch und Regie)
- 2013: Forever not alone (Dokumentarfilm, Drehbuch und Regie)
- 2017: Siebzehn (Drehbuch und Regie)

## Publikationen
- Monja Elisabeth Art: Liebt einander! Die Vereinbarkeit von Homosexualität und christlichem Glauben. Lit Verlag, Wien/Berlin/Münster 2008, ISBN 978-3-8258-1735-0